# Silver Side Up
Silver Side Up — третий студийный альбом канадской рок-группы Nickelback вышедший 11 сентября 2001 года в Канаде и США. Альбом стал очень популярным, попав в рейтинг Billboard Hot 100. Диск стал платиновым в Канаде (восемь раз), в США (шесть раз), в Великобритании (трижды), в Австралии (дважды), а также в Германии. Во многих странах Европы альбом стал золотым.
Для микширования был приглашен Рэнди Стауб, который сотрудничал с такими группами как Metallica и U2. При раскрутке помощь Nickelback оказал продюсер Рик Парашер (Pearl Jam и Temple Of The Dog).
Silver Side Up быстро раскупали: всего за 4 месяца было продано около 3 млн экземпляров. А баллада «How You Remind Me» побила все рекорды по выходу в эфир. Песня не только постоянно звучала на волнах всех радиостанций, но и надолго закрепилась во всех рок-чартах. Причём такой популярности песня добилась не только в уже покоренных США и Канаде, но и в Европе. Грандиозный успех этой баллады связан не только с мелодичностью и новым, более качественным, звучанием. Все дело скорее в тексте песни, который необычайно эмоционален. Это не удивительно, ведь «How You Remind Me» Чед Крюгер написал после тяжелого разрыва со своей девушкой Джоди. Вокалист группы был настолько влюблен в неё, что терпел бесконечные придирки и унизительные замечания. В текстах песен Крюгер касался личных переживаний детства, в частности, в песне «Too Bad» он осудил своего отца, который бросил семью.
Альбом был выпущен в тот день, когда в США произошёл теракт 9/11.

## Список песен альбома
Все тексты написаны Чедом Крюгером, вся музыка написана Nickelback.
| №                   | Название               | Длительность |
| ------------------- | ---------------------- | ------------ |
| 1.                  | «Never Again»          | 4:20         |
| 2.                  | «How You Remind Me»    | 3:43         |
| 3.                  | «Woke Up This Morning» | 3:50         |
| 4.                  | «Too Bad»              | 3:52         |
| 5.                  | «Just For»             | 4:03         |
| 6.                  | «Hollywood»            | 3:04         |
| 7.                  | «Money Bought»         | 3:24         |
| 8.                  | «Where Do I Hide»      | 3:38         |
| 9.                  | «Hangnail»             | 3:54         |
| 10.                 | «Good Times Gone»      | 5:20         |
| Общая длительность: | Общая длительность:    | 37:08        |